# CD27

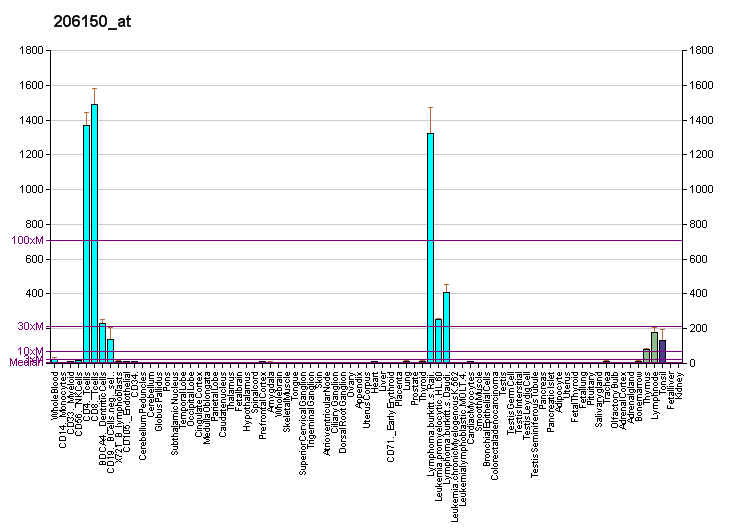
Patrón de expresión génica del gen CD27.

CD27 es un miembro de la superfamilia de receptores del factor de necrosis tumoral. Actualmente, es de interés para los inmunólogos como una molécula de punto de control inmunológico coestimulador.

## Función
La proteína codificada por este gen es miembro de la superfamilia de receptores de TNF. Este receptor es necesario para la generación y el mantenimiento a largo plazo de la inmunidad de las células T. Se une al ligando CD70 y juega un papel clave en la regulación de la activación de las células B y la síntesis de inmunoglubulinas. Este receptor transduce señales que conducen a la activación de NF.kB y MAPK8/JNK. Se ha demostrado que las proteínas adaptadoras TRAF2 y TRAF5 median el proceso de señalización de este receptor. La proteína de unión a CD27 (SIVA), una proteína proapoptótica, puede unirse a este receptor y se cree que juega un papel importante en la apoptosis inducida por este receptor.
En células T γδ murinas , su expresión se ha correlacionado con la secreción de IFNγ .

## Importancia clínica

### Como objetivo de las drogas
Varlilumab es un anticuerpo que se une al CD27 y es un tratamiento experimental contra el cáncer. 

## Interacciones
Se ha demostrado que CD27 interactúa con SIVA1, TRAF2 y TRAF3 .   